# Dicionário de rimas
Um dicionário de rimas é um tipo de dicionário que serve para ajudar a escrever rimas, poemas ou letras de música.